# فيسبا

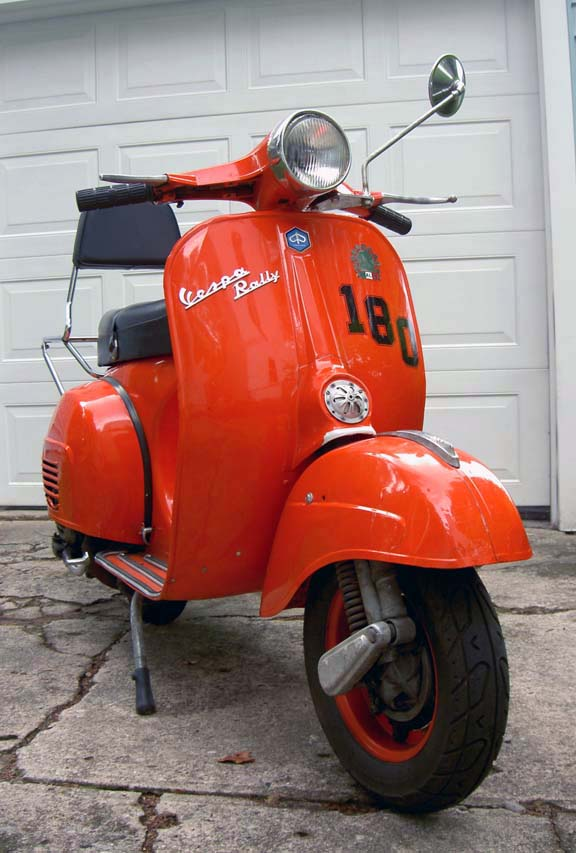
فيسبا كلاسيكية

فيسبا (بالإيطالية: Vespa)‏ هو نوع من الدراجات النارية. صنعت للمرة الأولى في بونتديرا بإيطاليا عام 1946، من قبل بياجيو.
ما زالت بياجيو تصنع الفيسبا إلى حد الآن. إلا أن الانتشار الكبير للفيسبا كان في خمسينيات وستينيات القرن الماضي، حيث أعتمدها الشباب في بريطانيا وأصبحت جزء من الموضة التي عرفت في ذلك الوقت باسم مودز. يتم تصنيع الهيكل لنموذج الفيزبا الكلاسيكي من الفولاذ لحماية المكينة من المطر والطين.

## التاريخ

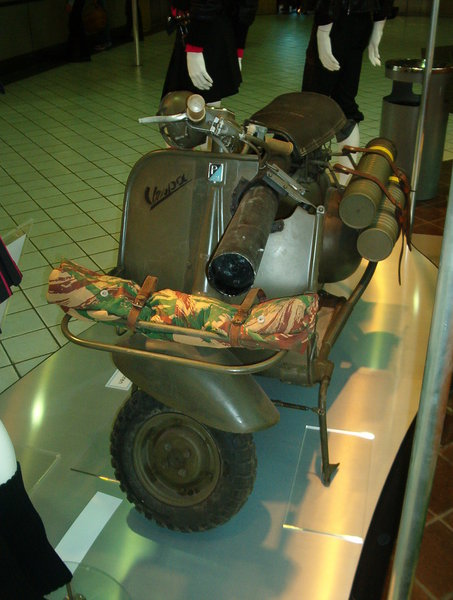
فيسبا من طراز أي إم سي أي، استخدمت من قبل الجيش الفرنسي

بعد الحرب العالمية الثانية، وهزيمة إيطاليا أمام قصف الطيران التابع للحلفاء، شددت إيطاليا على عملية صناعة الطيران، وفرضت عليها قيود رقابية شديدة. وكان مصنع الطيران في بونتديرا، قد تعرض لتدمير كامل. كما أن الحالة الاقتصادية للبلاد لم تكن تسمح بتطوير سوق السيارات. قرر إنريكو بياجيو، ابن مؤسس الشركة رونالد بياجيو، بتحويل مجال الشركة من بناء الطيرات، إلى وسيلة نقل، أرادها أقل كلفة. وجائت الفكرة بتصميم مركب رخيص، يستطيع أن يستخدمه الجمهور.

## الفيزبا
ساعدت الطلبات الكبيرة من قبل واشنطن لدرجات الفيزبا ذات اللون الزيتوني على زيادة الحافز لدى المصنعين، فالجيش الأمريكي طلب كميات كبيرة لسلاح الجو والبحر الإمريكيين، حتى يتمكنوا من مطاردة فلول النازيين الهاربيين إلى الحدود النمساوية.
طلب من مهندس الطيران، كورادينو دي آسكانيو، والذي صمم أول طائرة عامودية، أن يصمم مركبة، غير معقدة، يمكن لكلا الجنسين استخدامها، ويمكنها تحمل أوزان ثقيلة نسبيا، كما أنها لا تلوث الملابس.

### الإنتاج
قام دي أسكيانو، الذي كان يكره الدراجات النارية، بتصميم مركبة ثورية، فالتصميم الذي حمل الكثير من الاختلافات التقنية، صمم أيضا لكي يتفادى المشاكل التي تلاقيها المرأة المرتدية فستان أو تنوره لركوب الدراجة النارية.

### الاسم
أتى الاسم عندما شاهد أنريكو بياجيو التصميم وقال: "Sembra una vespa!" «سيمبرا أونا فيزبا» (إنها تذكرني بالدبور). حيث أن الدبور يسمى في كل من الإيطالية واللاتينية فيزبا.
صدر تصميم آخر منها سمي بـ آباي "ape" وهي تعني النحلة بالإيطالية، حيث أن هذا الطراز يحمل ثلاث عجلات بدل من اثنتين.

## الإطلاق
طلب بياجيو براءة اختراع في أبريل من عام 1946، حيث قدمها كمركبة غير مكلفة، وآمنة، وأنيقة. وتمكن من الحصول على شهادة البراءة من نفس العام في شهر ديسمبر.
تم إطلاق النماذج الثلاثة عشر الأولى، في ربيع 1946، حيث ظهر تأثير تقنية الطيران فيها من خلال الهيكل، وكذلك طريقة التشغيل، كما أن مؤخرتها بدت شبيهة بالطائرات العامودية.
أرادت الشركة تسويق عدد كبير من إنتاجها، فقدمتها للصحفيين في نادي الغولف بروما. المركبة التي أثارت استغراب الصحفيين بألوانها، وشكلها، لم تلبث مدة وجيزة، قبل أن تكسب إعجابهم، فقد بدت سلسة القيادة، وحتى أكثر أمانا من الدراجات النارية التقليدية.

## المبيعات والانتشار

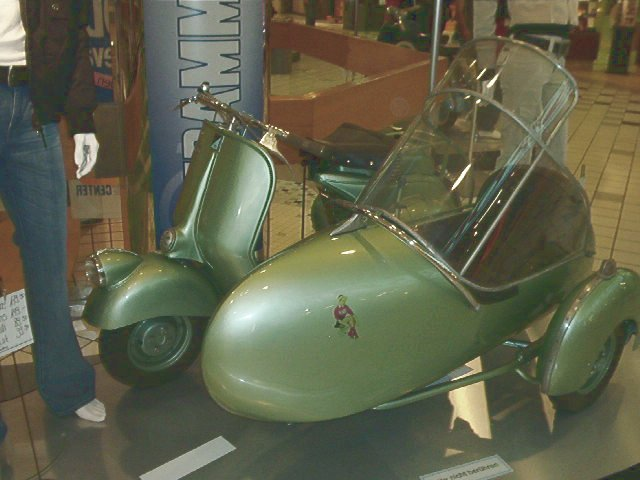
فيزبا ملحق بها سيارة جانبية

باع بياجيو حوالي 2,500 فيزبا في عام 1947، وأكثر من 10,000 في عام 1948، و 20,000 في عام 1949، وأكثر من 60,000 في عام 1950.
لقد كانت أكبر المبيعات، عندما قامت هوليوود بإنتاج فيلم عطلة رومانية، حيث تنزهت أودري هابيرون وغروغري بيك على متنها في شوارع روما، وقد بيع في ذلك العام 1952 أكثر من 100,000 فيزبا.
في نهاية عام 1952 كانت العديد من أندية الفيزبا قد أنشئت في أرجاء أوروبا، ووصل أعضائها إلى 50,000 عضو. في الخمسينيات أصبحت الفيزبا تصنع في عدد من دول العالم بموجب ترخيص من الشركة الأم، حيث صنعت في ألمانيا، بريطانيا، فرنسا، بلجيكا وإسبانيا. في الستينات بدأت تنتج في كل من الهند، البرازيل وإندونيسيا. بحلول 1956 كانت قد بيعت مليون فيزبا. وفي عام 1960 بلغ عدد الفيزبا المباعة مليونان. ما ساعد على انتشار الفيزبا هو تسويقها كرمز للابداع والحرية، حيث أن مبيعاتها وصلت بحلول عام 1970 أربعة ملايين، وكانت قد بيعت 10 ملايين في آواخر الثمانينيات بين عامي 1957 و 1961 صدرت في الاتحاد السوفيتي نسخة من الفيزبا أطلق عليها اسم فاتكا- في بي 150.
في عام 1948 أدخلت العديد من التحسينات التقنية، كما تم تصنيع العديد من الطرز، واحدة لذوي الدخل المحدود.

## التسعينات وما بعدها
في مطلع التسعينات وبحلول عام 1992، كانت فيزبا تواجه أزمة حقيقية، مع ظهور الدراجات الآسيوية، التي كانت تتمتع بخفة أكثر، وسعر أرخص، تراجعت مبيعات الشركة بشكل كبير، وأصبحت بحاجة لمعجزة لإعادة هيبتها ليس في العالم فحسب، بل في أوروبا وحتى في إيطاليا.

سعت فيزبا لتحديث طرازها، وإعادت هيكلة المركبة من جديد، فتمكنت من صناعة مركبة جديدة، ساعدتها في استعادة مكانتها، خصوصا أنها سعت لتصغير حجمها، وإظهارها كبديل مناسب للطرق الأوربية المزدحمة، وكانت أفضل النجاحات للشركة، عندما تمكنت في عام 2001 من العودة للسوق الأمريكية من جديد. 

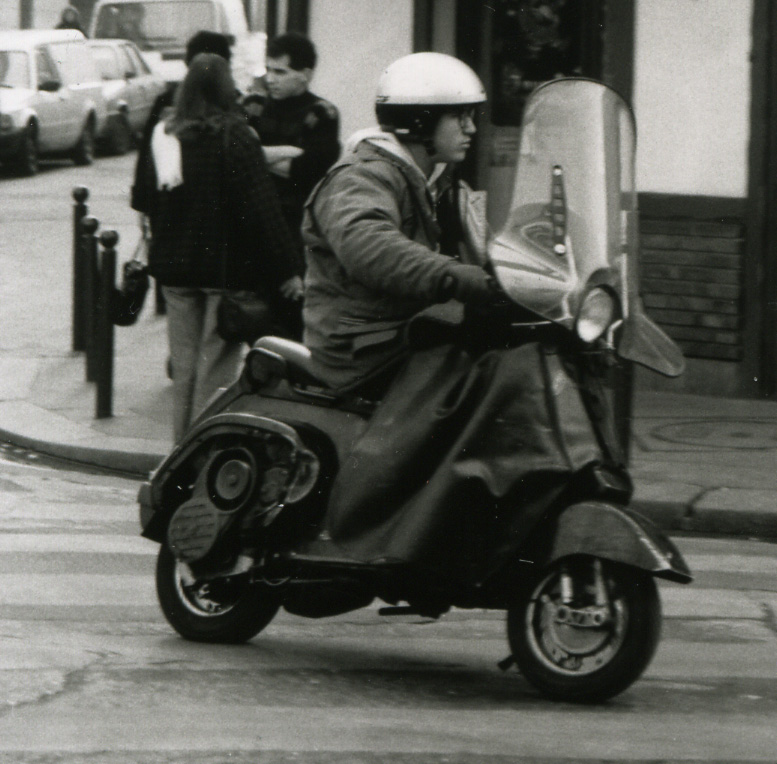
يقود فيزبا قي شوارع باريس

في عام 1996 كانت فيزبا تحتفل بمرور 50 عاما على إطلاقها، وبلوغ مبيعاتها 15 مليون دراجة، حيث أعتبرت الدراجة الأكثر نجاحا، رغم أن العدبد من الشركات صنعت نماذج مقلدة، إلا أن السمعة التي اكتسبتها فيزبا والطابع الرومانسي الذي صاحبها، جعلها بعيدة عن خطر المنافسة، إلا أن هذا لا يعني أن فيزبا كانت بعيدة عن الخسائر.

### تحت إدارة ملاك جدد
في عام 2003، وجدت الشركة نفسها مهددة بالإفلاس، فالعديد من الخطط، وإعادة الهيكلة لم تجد في تقليص الديون، وتهديد الإنتاجات الآسيوية الرخيصة جعلها تواجه خطر الإغلاق.
في عام 1959 كانت عائلة بياجيو قد باعت جزء من حصتها لعلامة فيات المملوكة لعائلة آنيللي، حققت فيزبا مبيعات جيدة حتى عام 1992 حيث كان المدير التنفيذي لها جيوفاني ألبرتو أنيللي، لكنه لم يعد قادرا على مساعدة الدراجة بسبب إصابته بمرض السرطان وتوفي بعدها في عام 1997. في عام 1999 فشلت صفقة مع شركة صينية مما زاد متاعب القائمين على الشركة.
أتى روبريرتو كولانينو الذي قال: «الكثير من الناس قالوا أنني مجنون. بياجيو لم تمت أنها فقط تحتاج لتسوق بشكل أفضل». كانت خزائن بياجيو فارغة تقريبا. لكن الفيزبا ما زالت تتمتع بسمعة عالمية، والفضل يعود لهوليوود التي عرضت الفيزبا في العديد من أفلامها.
في عام 2003 ضخ كولانينو قرابة 100 مليون يورو، من خلال تجارته في المنتجعات، واشترط أن تؤول إدارة الشركة له، وبقاء الثلث فقط بيد عائلة بياجيو قام الرئيس التنفيذي روكو سابيلي، ومن خلال تقنية يابانية، بجعل تصنيع الفيزبا ممكن على أي خط إنتاج.
أحدث كولانينو ثورة في الشركة، حيث سعى لتأمين الحد الأقصى من الراحة بالنسبة للعمال في المصنع، وشجع على زيادة الإنتاج بزيادة الحوافز المالية، وتحويل بيئة العمل لبيئة أكثر أمانا.

### العودة لأمريكا
العودة لأمريكا الشمالية مرة أخرى يعني العديد من التحسينات، سعت بياجيو للتقليل من الانبعاثات الصادرة من المركبة، كما أدخلت تحسنات على التصميم وزادت من عرض الإطارات.

## التصميم الأيقونة

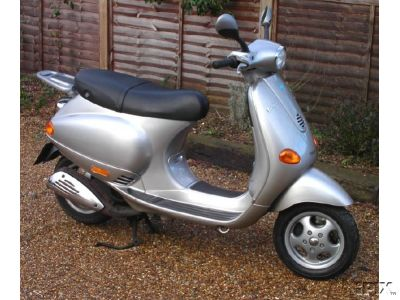
إي تي 4 125 سي سي 1998

تعتبر فيزبا مثالا للأناقة الإيطالية، بألوانها، وخطوطها المنتظمة، وأعتبر حجمها الذي يسهل عملية توقيفها بالنسبة للسيارت، من أكثر عوامل الجذب. كما أنها أصبحت جزء من ثقافة بعض البلدان كأمريكا وكندا وأجزاء من أوروبا واليابان. يوجد من الفيزبا أحجام (عائلية) تنتج في عدد من البلدان الآسيوية، وكذلك المكسيك. 

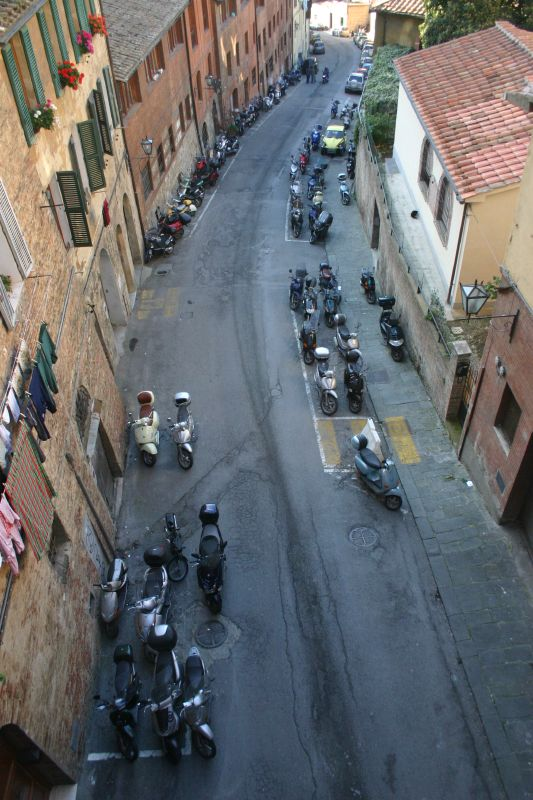
عدد من مركبات الفيزبا متوقفة بأحد شوارع سيينا

## السوق العالمي

### أوروبا

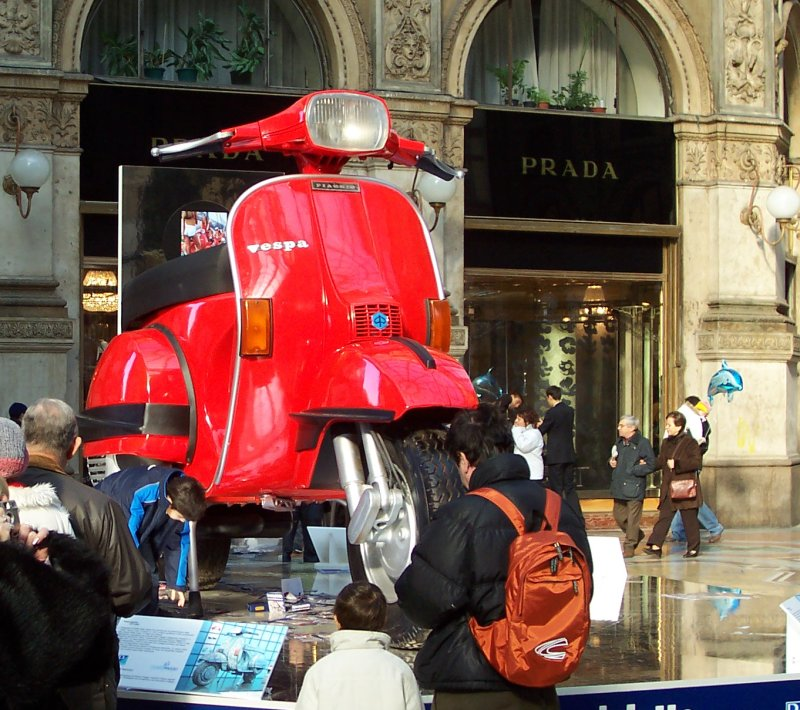
مجسم عملاق للفيزبا أمام إيمانويل غلاريا في ميلانو

على مر تاريخ الفيزبا كانت إيطاليا السوق الأكبر لها، وباعتبار أنها كانت جزء من ثقافة المودز في بريطانيا في الستينات. فإن بريطانيا هي البلد الثاني بعد إيطاليا، في عدد المستخدمين للفيزبا.

### أمريكا

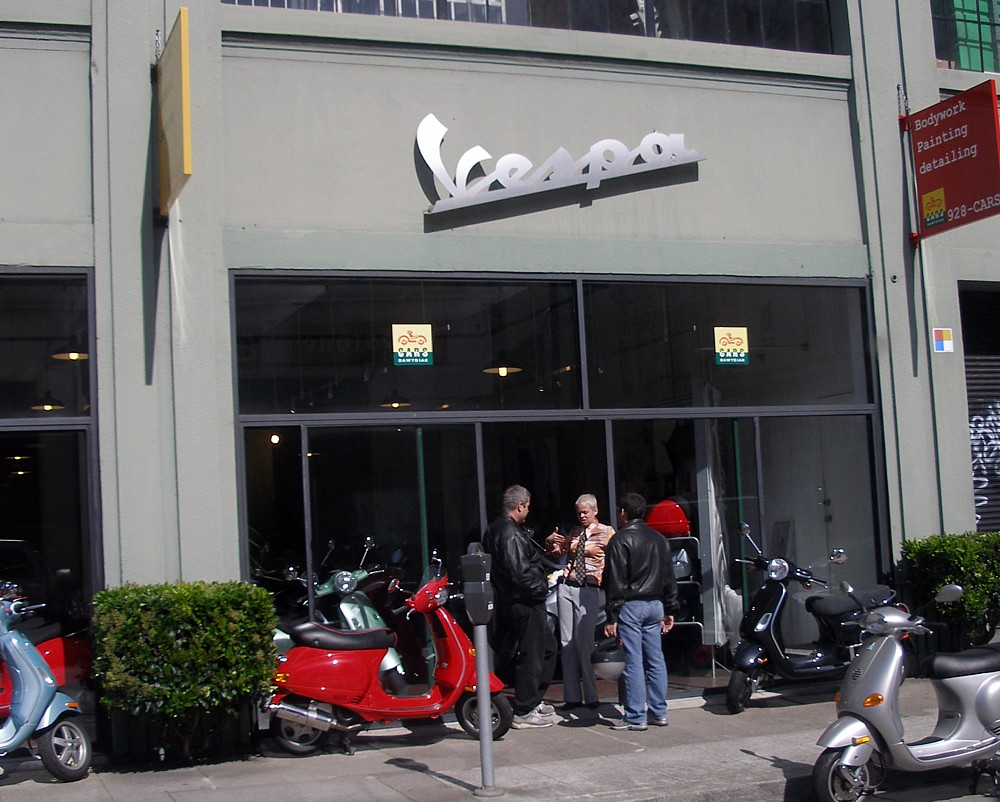
محل الفيزبا في سان فرانسيسكو

واجهت الفيزبا العديد من المتعب في أمريكا، فبعد أن دخلتها كجزء من معدات الجيش، أصبحت مطلوبة، لكن المشاكل التي واجهتها الشركة الأم جعلت فيزبا تنقطع عن السوق الأمريكية، واستخدمت أثناء انقطاعها دراجات شبيهة من اليابان، لكن الدراجة عادت مرة أخرى في الألفية الجديدة، والآن هناك العديد من المنتجات الخاصة بالفيزبا، كالنظارات الشمسية، والخوذة، كما أنه افتتح محل خاص يحمل العلامة التجارية لهذه الدراجة.

### بقية العالم
لدى الفيزبا شعبية كبيرة خارج أمريكا وأوروبا، ففي دولة مثل الهند تعتبر الفيزبا وسيلة شعبية رائجة.

## فيزبا بالثقافة العامة

### أشهر الشخصيات التي قادت فيزبا
هناك العديد من المشاهير الذين يمتلكون فيزبا، أو حتى أكثر من واحدة:
- ماثيو برودريك الممثل الأمريكي، يمتلك هو وزوجته الممثلة ساره جسيكا باركر، واحدة.
- الممثلة الأمريكية ساندرا بولوك.
- تشارلي تشابلن.
- غاري كوبير.
- مارلون براندو.
- روبرت دي نيرو.
- ليوناردو دي كابريو.
- الطباخ الأمريكي ماريو بتالي
- سلفادور دالي
- هنري فوندا والد جين فوندا.
- الممثل الأمريكي جيمس قاندولفيني.
- شارلتون هيوستن.
- ميلا جوفوفيتش.
- أشتون كوتشر.
- جاي لينو.
- المغني البريطاني كريس مارتين، كما أن زوجته الممثلة الأمريكية غوينث بالترو، تمتلك واحدة.
- المخرج الإيطالي ناني مورتي.
- الممثل الأمريكي بيل موراي.
- الممثل الأمريكي بول نيومان.
- الطباخ البريطاني جيمي أوليفر.
- أنطوني كوين كما يمتلك إبنه فرانسسكو واحدة.
- كيفين سبايسي.
- ستيفن سبيلبرغ.
- جون وين.
- الممثل الأمريكي أوين ويلسون.
- نتالي وود.
- تايجر وودز.

### شخصيات خيالية قادت الفيزبا
لعل أشهر الشخوص هم غريغوري بيك وأودري هابيرون في فيلم العطلة الرومانية. ركبت العديد من الشخصيات درجات الفيزبا في السينما، والمجلات المصورة مثل:
- ماندي مور وماثيو قوود في فيلم مطاردة الحرية.
- أنيا كورزون في شخصيان مارفل كومكس، للقصص المصورة.
- بول فينش في فيلم الفطيرة الأمريكية.
- ميلهوس فان هاوتين في سيمبسونس.
- هيلاري داف بشخصية ليزي ماغواير، في فيلم فيلم ليزي ماغواير.
- كايت موس في إعلان لرايميل.
- فتى البيتزا في فيلم تحت التغطية.

### أفلام
ظهرت الفيزبا في العديد من الأفلام، مثل:
- أمريكي في باريس.
- ألفي في كلا النسختين، الأصلية، والجديدة الذي مثله جود لاو.
- مطاردة الحرية.
- الاعتراف لفرانسيس فورد كابولا.
- المغامرة لمايكلآنجلو أنتطونيوني.
- الحياة الحلوة لفردريكو فلليني.
- المترجمة بطولة نيكول كيدمان.
- عطلة رومانية.
- الدمى الروسية.
- فيلم بيت غوتشي

## وصلات خارجية
موقع فيزبا